# Okeniella
Okeniella is een geslacht van insecten uit de familie van de drekvliegen (Scathophagidae), die tot de orde tweevleugeligen (Diptera) behoort.

## Soorten
- O. caudata (Zetterstedt, 1838)
- O. dasyprocta (Loew, 1864)